# Princeton (Columbia Británica)
Princeton es un pueblo canadiense situado en la provincia de Columbia Británica.

## Superficie
Princeton tiene una superficie de 59,28 km².

## Demografía
En 2021, tenía 2894 habitantes, una densidad poblacional de 48,8 hab./km², y 1521 viviendas.